# Кубня (станция)
Кубня́ — станция на железной дороге Свияжск — Буинск — Ульяновск.

## История
23 января 1942 года Государственным Комитетом Обороны СССР (ГКО СССР) было принято решение о строительстве железной дороги вдоль правого берега Волги в её среднем и нижнем течении. Магистраль, проходя через Кубню, протянулась от станции Свияжск до станции Иловля и получила название Волжская рокада.
Станция построена в 1942 году мобилизованными немцами и местными колхозниками, организованными в Волжлаг и являлась частью Волжской рокады. В качестве материала для строительства дороги использовались рельсы и шпалы из восточной части страны, где планировалось строительство Байкало-Амурской дороги.

## Современное состояние
Через станцию проходят грузовые и пассажирские поезда, идущие в южном направлении из Казани и обратно. Так же курсируют пригородные поезда из Казани до Буинска.